# Plumularia lagenifera
Plumularia lagenifera är en nässeldjursart som beskrevs av George James Allman 1885. Plumularia lagenifera ingår i släktet Plumularia och familjen Plumulariidae. Inga underarter finns listade i Catalogue of Life.